# Amt Vellberg

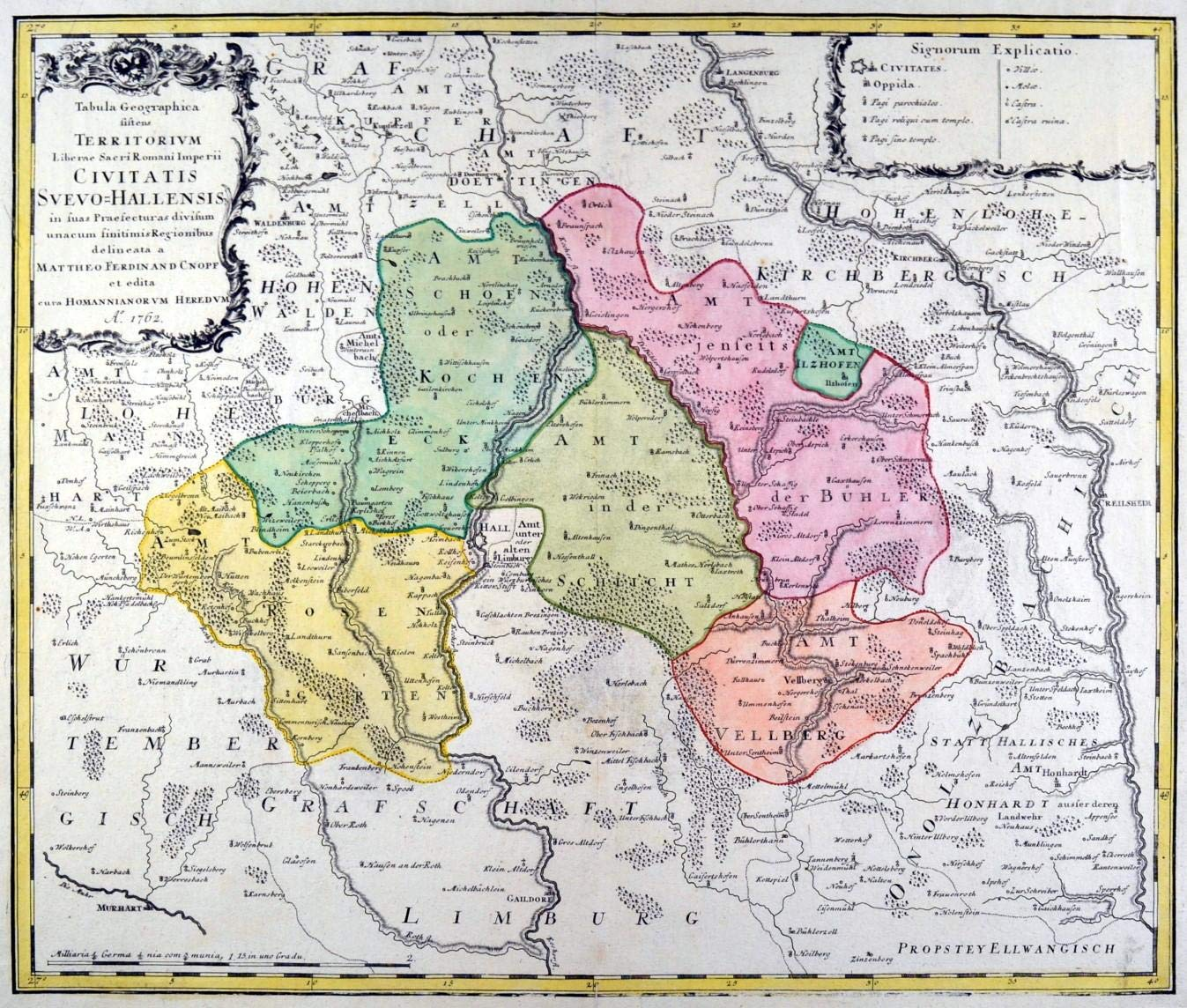
Genordete Karte des hällischen Territoriums im Jahre 1762. Das Amt Vellberg liegt südöstlich von Hall (hellrote Fläche).

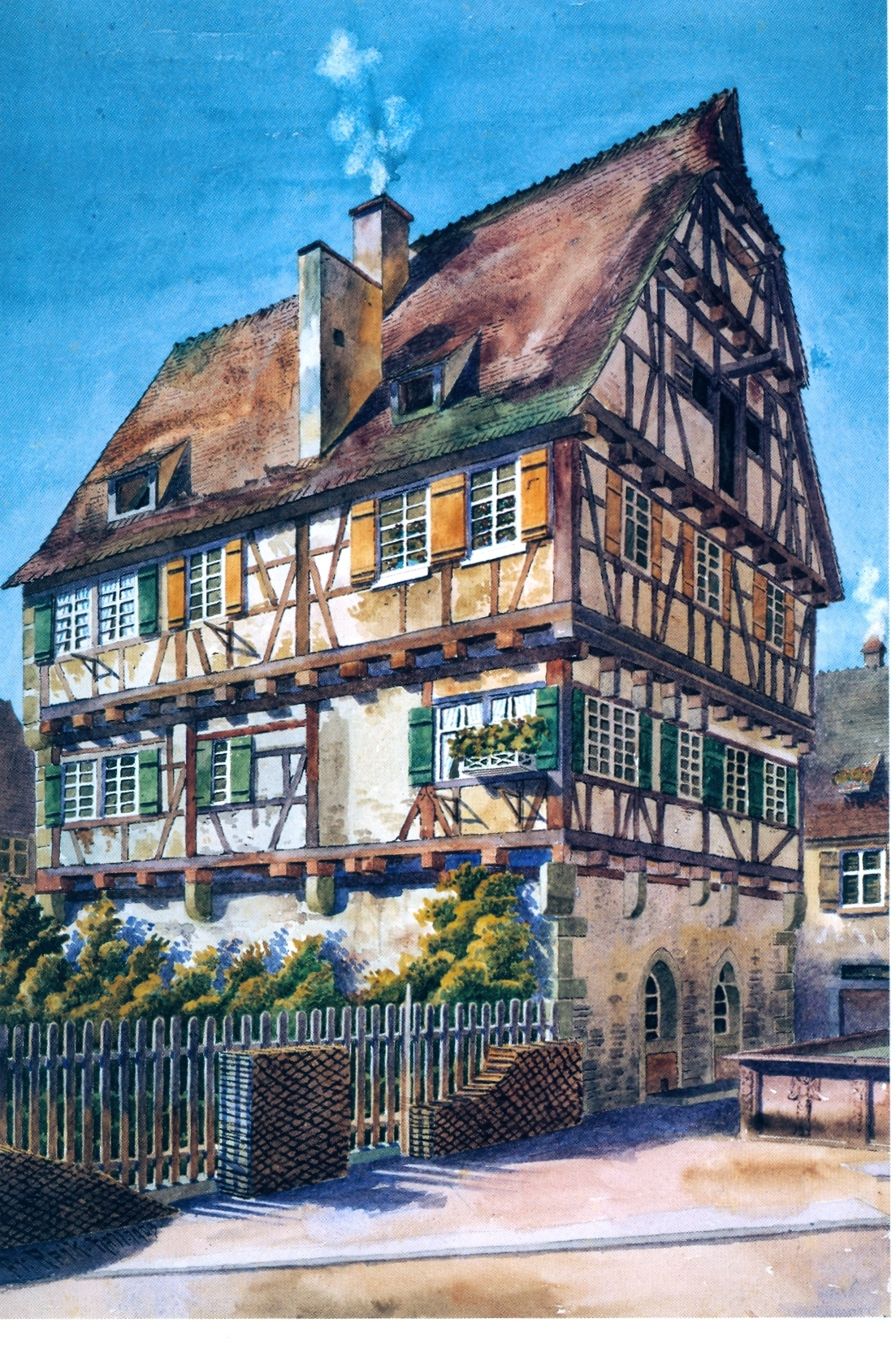
Altes Amtshaus Vellberg, Aquarell von Johann Friedrich Reik

Das Amt Vellberg, war bis 1803 eines von sieben städtischen Ämtern der Reichsstadt Hall, dem heutigen Schwäbisch Hall im nördlichen Baden-Württemberg.
Das Amt Vellberg lag südöstlich von Hall und bestand aus der ehemaligen Herrschaft Vellberg, die im Süden bis Schönbronn und Steinenbühl reichte. Sein Sitz war das Amtshaus in der Stadt Vellberg, in welchem der Hällische Vogt residierte. 
Das Amt Vellberg hatte 1661 Einwohner im Jahr 1803 und umfasste die Orte Vellberg, Buch, Dörrenzimmern, Eschenau, Talheim, Untersontheim. 
Mit dem Ende der Reichsstadt Hall wurde das Gebiet des Amtes Vellberg in das württembergische Oberamt Hall und das Oberamt Crailsheim eingegliedert.